# Prva liga SR Jugoslavije 1998-1999
L'edizione 1998-99 del campionato jugoslavo fu la settima della Repubblica Federale di Jugoslavia e vide la vittoria finale del Partizan.
Capocannoniere del torneo fu Dejan Osmanović (Hajduk Kula), con 16 reti.

## Avvenimenti
Il 24 marzo 1999 sono iniziati i bombardamenti aerei della NATO sulla RF Jugoslavia. Ciò ha portato all'interruzione della stagione 1998-99 dopo la disputa della 24ª giornata del campionato (gare del 20 marzo). Il 14 maggio il torneo è stato definitivamente interrotto ed il 12 giugno il Partizan è stato dichiarato campione.
Le squadre di etnia albanese del Kosovo abbandonano il sistema calcistico jugoslavo (mentre quelle di etnia serba rimangono).

## Squadre partecipanti
| Squadra             | Città                | Stadio                 | Stagione precedente |
| ------------------- | -------------------- | ---------------------- | ------------------- |
| Obilić              | Stari Grad, Belgrado | Stadio Miloš Obilić    | Campione            |
| Stella Rossa        | Belgrado             | Stadio Stella Rossa    | 2º in 1A            |
| Partizan            | Belgrado             | Stadio Partizan        | 3º in 1A            |
| Vojvodina           | Novi Sad             | Stadio Karađorđe       | 4º in 1A            |
| Rad Belgrado        | Banjica, Belgrado    | Stadio Kralj Petar I   | 5º in 1A            |
| Zemun               | Zemun, Belgrado      | Gradski Stadion Zemun  | 6º in 1A            |
| Hajduk Kula         | Kula                 | Stadion Hajduk         | 7º in 1A            |
| Budućnost           | Podgorica            | Stadion Pod Goricom    | 8º in 1A            |
| Proleter Zrenjanin  | Zrenjanin            | Stadio Karađorđev park | 9º in 1A            |
| Železnik            | Čukarica, Belgrado   | Stadion Železnik       | 10º in 1A           |
| OFK Belgrado        | Karaburma, Belgrado  | Stadio Omladinski      | 1º in 1B            |
| Sartid              | Smederevo            | Stadio Smedereva       | 2º in 1B            |
| Prishtina           | Priština             | Gradski stadion        | 3º in 1B            |
| Spartak Subotica    | Subotica             | Gradski stadion        | 4º in 1B            |
| Radnički Niš        | Niš                  | Stadion Čair           | 5º in 1B            |
| Radnički Kragujevac | Kragujevac           | Stadio Čika Dača       | 6º in 1B            |
| Mogren              | Budua                | Stadio Lugovi          | 1º in 2.liga Ovest  |
| Milicionar          | Čukarica, Belgrado   | Stadion Makiš          | 1º in 2.liga Est    |

### Squadra campione
- Allenatore: Ljubiša Tumbaković

- Nikola Damjanac
- Vuk Rašović
- Branko Savić
- Igor Duljaj
- Zoltan Sabo
- Marjan Gerasimovski
- Darko Tešović
- Goran Trobok
- Milan Stojanovski
- Nenad Bjeković
- Dragan Stojisavljević
- Darko Ljubanović
- Đorđe Svetličić
- Mateja Kežman
- Radiša Ilić (portiere)
- Goran Obradović
- Ivica Iliev
- Vladimir Ivić
- Goran Arnaut
- Mladen Krstajić
- Dragan Čalija
- Saša Ilić
- Ljubiša Ranković
- Predrag Pažin
- Dragoljub Jeremić
- Đorđe Tomić
- Aleksandar Vuković
- Srđan Baljak
- Dejan Živković

Fonte: partizan.rs

## Classifica
```
Il campionato viene ufficialmente sospeso il 14 maggio 
1999
 a seguito dei 
bombardamenti
 della 
NATO
. Il 12 giugno 
1999
 il 
Partizan
 viene dichiarato campione.
Il 
Prishtina
 abbandona il sistema calcistico jugoslavo e si trasferisce in quello 
kosovaro
.
```

| Pos. | Squadra             | Pt | G  | V  | N | P  | GF | GS | DR  |
| ---- | ------------------- | -- | -- | -- | - | -- | -- | -- | --- |
| 1.   | Partizan            | 66 | 24 | 21 | 3 | 0  | 59 | 11 | +48 |
| 2.   | Obilić              | 64 | 24 | 20 | 4 | 0  | 61 | 9  | +52 |
| 3.   | Stella Rossa        | 51 | 24 | 15 | 6 | 3  | 54 | 18 | +35 |
| 4.   | Vojvodina           | 42 | 24 | 13 | 3 | 8  | 45 | 22 | +23 |
| 5.   | Rad Belgrado        | 40 | 24 | 11 | 7 | 6  | 26 | 26 | 0   |
| 6.   | Proleter Zrenjanin  | 35 | 24 | 10 | 5 | 9  | 29 | 29 | 0   |
| 7.   | Hajduk Kula         | 32 | 24 | 9  | 5 | 10 | 27 | 28 | -1  |
| 8.   | OFK Belgrado        | 32 | 24 | 8  | 7 | 9  | 35 | 39 | -4  |
| 9.   | Sartid              | 30 | 24 | 7  | 9 | 8  | 24 | 27 | -3  |
| 10.  | Radnički Kragujevac | 30 | 24 | 9  | 3 | 12 | 33 | 43 | -10 |
| 11.  | Milicionar          | 29 | 24 | 8  | 5 | 11 | 39 | 39 | 0   |
| 12.  | Zemun               | 28 | 24 | 9  | 1 | 14 | 30 | 47 | -17 |
| 13.  | Železnik            | 26 | 24 | 7  | 5 | 12 | 29 | 43 | -14 |
| 14.  | Budućnost           | 26 | 24 | 7  | 5 | 12 | 28 | 42 | -14 |
| 15.  | Mogren              | 20 | 24 | 4  | 8 | 12 | 18 | 42 | -24 |
| 16.  | Radnički Niš        | 19 | 24 | 4  | 7 | 13 | 21 | 44 | -23 |
| 17.  | Prishtina           | 18 | 24 | 5  | 3 | 16 | 25 | 49 | -24 |
| 18.  | Spartak Subotica    | 18 | 24 | 6  | 0 | 18 | 33 | 58 | -25 |

Legenda:

      Campione di R.F.Jugoslavia e qualificato alla UEFA Champions League 1999-2000 

      Qualificato alla Coppa UEFA 1999-2000 

      Qualificato alla Coppa Intertoto 1999 

      Retrocesso in Druga liga SR Jugoslavije 1999-2000 

Note:

3 punti per la vittoria, 1 per il pareggio, 0 per la sconfitta.

### Classifica marcatori
| Pos. | Giocatore        | Squadra      | Reti |
| ---- | ---------------- | ------------ | ---- |
| 1    | Dejan Osmanović  | Hajduk Kula  | 16   |
| 2    | Mihajlo Pjanović | Stella Rossa | 14   |
| 3    | Zoran Ranković   | Obilić       | 13   |
| 3    | Saša Ilić        | Partizan     | 13   |
| 5    | Antal Puhalak    | Spartak      | 12   |
| 5    | Vladimir Ivić    | Partizan     | 12   |

Fonte: Gol(a) istina - Kraljevi strelaca

### Risultati
- Giocate 24 giornate su 34, il campionato viene ufficialmente sospeso il 14 maggio 1999 a seguito dei bombardamenti della NATO (ultima giornata di campionato giocata il 20 marzo).

|                     | Par | Obi | S.R | Voj | R.B | Pro | Haj | OFK | Sar | R.K | Mil | Zem | Žel | Bud | Mog | R.N | Pri | Spa |
| ------------------- | --- | --- | --- | --- | --- | --- | --- | --- | --- | --- | --- | --- | --- | --- | --- | --- | --- | --- |
| Partizan            | XXX | 0:0 | 2:1 | 2:0 | 4:0 |     | 3:0 |     |     | 2:0 |     |     | 4:1 | 1:0 | 3:1 | 4:1 | 3:0 | 5:1 |
| Obilić              |     | XXX |     |     |     | 2:0 | 5:0 | 2:0 | 4:2 | 4:0 | 2:0 | 6:3 | 2:0 | 5:0 |     | 5:0 | 3:0 | 3:1 |
| Stella Rossa        | 2:2 | 1:1 | XXX | 1:0 | 3:1 | 2:1 | 2:0 |     | 0:1 |     |     | 5:1 | 4:0 | 4:0 | 3:0 | 4:0 |     |     |
| Vojvodina           |     | 0:1 | 1:2 | XXX | 1:1 | 4:1 | 3:1 |     | 1:0 | 8:1 |     | 5:1 | 3:2 | 2:0 | 3:0 | 1:0 |     |     |
| Rad Belgrado        |     | 0:2 | 1:1 | 1:0 | XXX | 1:1 | 1:0 |     | 1:1 | 2:1 |     |     | 2:0 | 2:1 | 1:0 | 2:0 |     | 1:0 |
| Proleter            | 0:1 |     | 2:1 |     |     | ХХХ |     | 1:0 | 1:0 | 3:0 | 0:1 | 2:1 | 2:2 | 1:1 | 2:2 |     | 2:0 | 3:1 |
| Hajduk Kula         |     |     |     |     |     | 2:0 | XXX | 0:0 | 3:3 | 3:0 | 0:0 | 3:0 | 1:0 | 3:0 | 1:0 | 2:0 | 2:0 | 2:0 |
| OFK Belgrado        | 2:3 | 0:1 | 1:1 | 0:0 | 1:1 |     | 1:0 | XXX |     |     | 2:2 |     | 5:2 | 5:3 | 1:2 | 2:0 | 3:2 |     |
| Sartid              | 0:2 |     | 1:1 | 0:3 | 1:0 | 2:1 |     | 0:1 | XXX | 1:3 | 1:0 | 3:0 |     | 0:0 |     |     | 3:0 | 2:1 |
| Radnički Kragujevac | 1:2 |     | 1:1 | 2:3 | 1:1 | 2:0 | 1:0 | 6:1 | 2:0 | XXX | 1:0 | 0:2 |     |     |     |     | 2:0 | 3:2 |
| Milicionar          | 0:1 | 0:0 | 1:7 | 2:1 | 5:0 |     |     | 4:0 |     |     | XXX |     | 3:0 | 6:3 | 1:1 | 4:5 | 2:0 | 2:1 |
| Zemun               | 1:2 |     | 0:3 | 0:2 | 1:0 |     |     | 1:0 | 1:1 | 1:3 | 1:0 | XXX |     | 3:2 | 2:0 |     | 3:0 | 4:2 |
| Železnik            | 0:2 | 1:1 |     |     | 0:0 | 1:0 | 1:0 | 2:1 | 1:1 | 2:0 | 1:1 | 3:1 | XXX |     |     | 4:1 |     | 3:1 |
| Budućnost           |     | 1:2 | 0:1 | 1:0 |     |     |     | 2:2 | 0:0 | 2:1 |     | 1:0 | 2:0 | XXX | 4:1 | 3:1 | 0:0 | 2:0 |
| Mogren              | 0:3 | 0:0 |     | 0:0 | 0:2 | 1:2 | 2:2 |     | 1:1 | 1:0 | 1:0 | 1:0 | 2:2 |     | XXX | 0:0 |     |     |
| Radnički Niš        | 0:0 | 0:2 |     |     |     | 1:2 | 1:1 | 0:0 | 0:0 | 2:2 | 4:1 | 0:1 |     | 1:0 |     | XXX | 3:1 | 0:2 |
| Priština            | 0:4 | 0:2 | 0:1 | 2:1 | 1:2 | 1:1 | 3:1 | 1:3 |     |     | 3:2 |     | 3:1 |     | 6:1 | 1:1 | XXX |     |
| Spartak Subotica    | 0:4 | 0:4 | 1:3 | 1:3 | 1:3 | 0:1 | 2:0 | 3:4 |     |     | 4:2 | 3:2 |     |     | 3:1 |     | 3:1 | XXX |

Fonte: rsssf.com